# Krasninski rajon (Smolensk)
Der Krasninski rajon (russisch Краснинский район) ist ein Rajon in der Oblast Smolensk in Russland. Er liegt ganz im Westen der Oblast. Auf einer Fläche von 1508 km² leben 13.700 Einwohner (2010). Verwaltungszentrum des Rajons ist Krasny, eine Siedlung städtischen Typs mit etwa 4350 Einwohnern (2010).
Benachbarte Rajons sind im Norden der Rudnjanski rajon, im Osten der Smolenski rajon und im Süden der Monastyrschtschinski rajon. Im Westen grenzt der Krasninski rajon an Belarus.